# Leptocera kabuli
Leptocera kabuli är en tvåvingeart som beskrevs av Papp 1978. Leptocera kabuli ingår i släktet Leptocera och familjen hoppflugor. Inga underarter finns listade i Catalogue of Life.